# Liebherr L556 2plus2
Le Liebherr L556 2plus2 est un chargeur sur pneus fabriqué par Liebherr.

## Fiche technique
- Charge de basculement : 13 124 kg
- Poids en ordre de marche : 17 270 kg
- Puissance du moteur : 140 kW (191 ch)[1]
- Vitesse maximale : 40 km/h
- Garde au sol : 500 mm
- Capacité du réservoir : 300 l